# 橋田舞子
橋田 舞子（はしだ まいこ、2000年12月23日 - ）は、日本の水球選手である。2020年夏季オリンピックの水球女子日本代表に選出された。
彼女は2018年アジア競技大会 と2019年FINA女子水球ワールドリーグに出場した。